# Дергачі
Дергачі́ (до 1943 року — Деркачі) — місто України, в Харківському районі Харківської області, центр Дергачівської міської громади, колишній центр Дергачівського району.
Поселення виникло в другій половині XVII століття як форпост Харківської укріпленої лінії.
Населення — приблизно 18 тис. осіб.

## Назва
Назва міста пов'язана з легендарним козаком на прізвисько Деркач, а також з назвою птаха деркача, який полюбляє оселятися в цій місцевості. З 1943 року радянська влада відкинула українську назву Деркачі (з літерою "к") та без офіційного перейменування почала використовувати назву Дергачі (з літерою "г"), що відповідає одній з російських назв птаха деркача (рос. дергач). Пізніше цей варіант назви був закріплений у Класифікаторі об'єктів адміністративно-територіального устрою України.

## Символіка
Місто має герб та прапор, затверджені рішенням Дергачівської міської ради VI сесії XXIII скликання від 9 липня 1999 року. Герб міста має вигляд геральдичного щита, у верхній частині якого на синьому фоні є оригінальна назва міста — «Деркачі», а у нижній частині — «1660». У центральній частині на жовто-зеленому фоні зображення українського козака у національному одязі з шаблею на боці та пікою у лівій руці. На зеленому фоні герба зображено птаха деркача та стебло очерета. Герб міста став художньою основою для створення пам'ятника козаку Деркачу.

## Населення

### Національний склад
Розподіл населення за національністю за даними перепису 2001 року:
| Національність  | Відсоток |
| --------------- | -------- |
| українці        | 86.67%   |
| росіяни         | 12.06%   |
| білоруси        | 0.31%    |
| вірмени         | 0.11%    |
| інші/не вказали | 0.85%    |

### Мова
Розподіл населення за рідною мовою за даними перепису 2001 року:
| Мова            | Кількість | Відсоток |
| --------------- | --------- | -------- |
| українська      | 17676     | 87.52%   |
| російська       | 2381      | 11.79%   |
| білоруська      | 27        | 0.13%    |
| вірменська      | 9         | 0.04%    |
| румунська       | 3         | 0.01%    |
| грецька         | 2         | 0.01%    |
| інші/не вказали | 98        | 0.50%    |
| Усього          | 20196     | 100%     |

## Географія

### Розташування
Місто Дергачі розташоване на річці Лопань, у північній частині міста русло річки сильно порізане іригаційними каналами, через місто проходять автомобільні дороги Т 2103 та  Т 2117. Навколо міста на відстані до 2-х км розташовані села Ємці, Замірці, Семенівка, Лужок, Білаші, нижче за течією річки за 3 км розташоване смт Мала Данилівка, нижче за течією прилягало колишнє селище Інститутське. Більша частина міста знаходиться у низовині на лівому березі Лопані, лише окремі північно-західні райони знаходяться на підвищенні. Територія міста простягається на відстань близько 7 км з північного заходу на південний схід. 
Окрім власне міста Дергачі на території, підпорядкованій Дергачівській міській раді, знаходяться села: Білаші,  Болибоки, Ємці, Замірці, Маслії, Мищенки, Семенівка та Шовкопляси.

### Клімат
Клімат Дергачів — помірний (вологий) континентальний (Dfb за класифікацією кліматів Кеппена), з теплим літом, але без посушливого сезону. Середньорічна температура становить 7.3 °C, річна кількість опадів — 535 мм.
| Клімат Дергачів           | Клімат Дергачів | Клімат Дергачів | Клімат Дергачів | Клімат Дергачів | Клімат Дергачів | Клімат Дергачів | Клімат Дергачів | Клімат Дергачів | Клімат Дергачів | Клімат Дергачів | Клімат Дергачів | Клімат Дергачів | Клімат Дергачів |
| Показник                  | Січ.            | Лют.            | Бер.            | Квіт.           | Трав.           | Черв.           | Лип.            | Серп.           | Вер.            | Жовт.           | Лист.           | Груд.           | Рік             |
| Середній максимум, °C     | −3,7            | −2,9            | 2,4             | 13,1            | 20,5            | 24              | 25,6            | 24,9            | 19              | 11,5            | 3,5             | −1,1            | 11,4            |
| Середня температура, °C   | −6,8            | −6              | −0,8            | 8,4             | 15,2            | 18,7            | 20,4            | 19,5            | 14,1            | 7,4             | 0,8             | −3,7            | 7,3             |
| Середній мінімум, °C      | −9,8            | −9,1            | −4              | 3,8             | 9,9             | 13,5            | 15,2            | 14,2            | 9,2             | 3,4             | −1,8            | −6,3            | 3,2             |
| Норма опадів, мм          | 43              | 32              | 29              | 36              | 48              | 59              | 64              | 49              | 47              | 40              | 44              | 44              | 535             |
| ------------------------- | --------------- | --------------- | --------------- | --------------- | --------------- | --------------- | --------------- | --------------- | --------------- | --------------- | --------------- | --------------- | --------------- |
| Джерело: Derhachi climate |                 |                 |                 |                 |                 |                 |                 |                 |                 |                 |                 |                 |                 |

У окремих районах міста особливості рельєфу створюють мікрокліматичні відмінності. Зокрема, у південно-західній частині (місцевість Морозівка) на високих схилах правобережжя Лопані сходження снігового покриву зазвичай відбувається пізніше ніж у інших частинах міста.

## Транспорт

### Залізниця

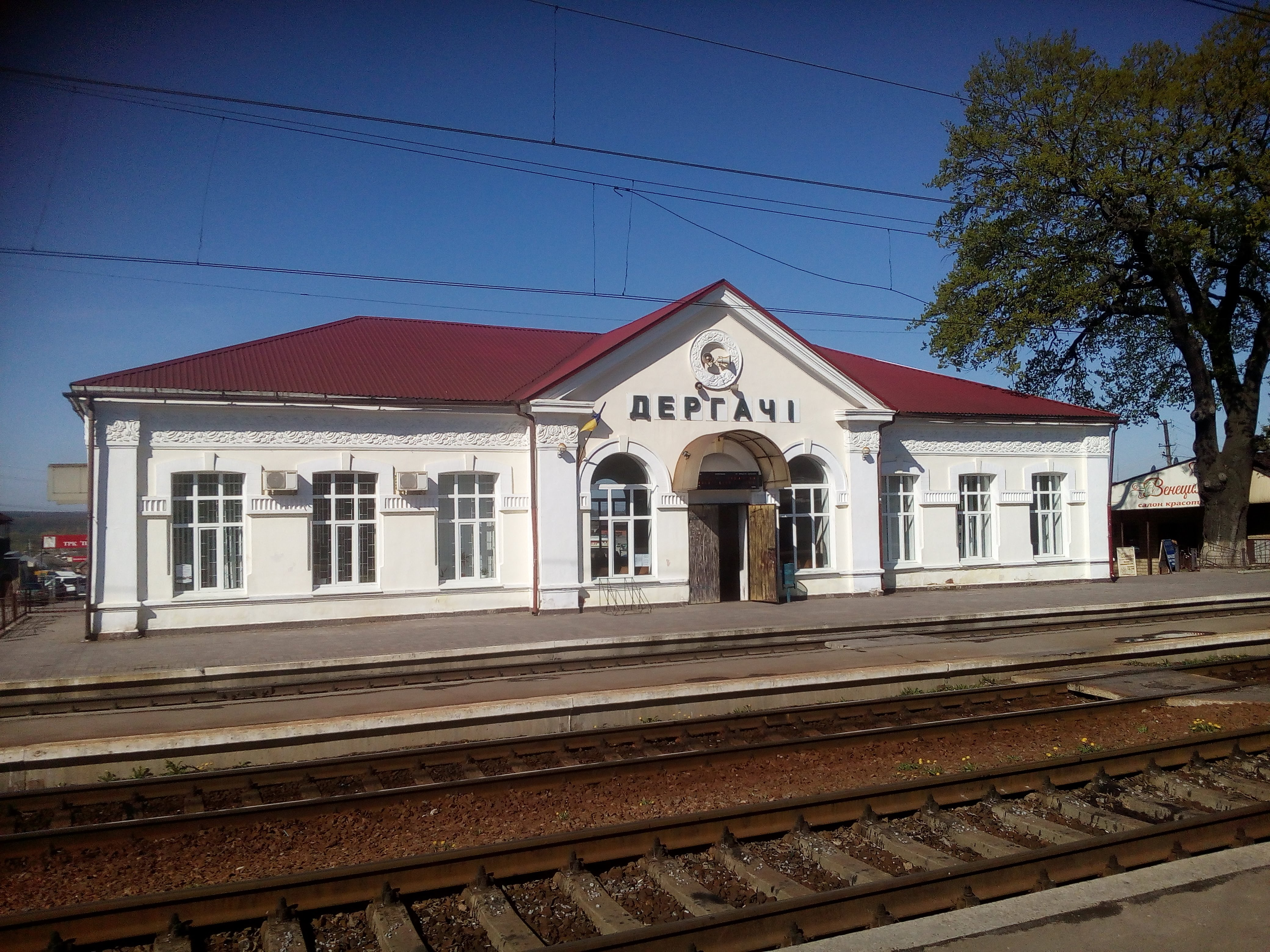
Вокзал станції «Дергачі»

Місто має залізничну станцію, розташовану на залізничній лінії Харків - Бєлгород. Окрім залізничної станції Дергачі у межах міста знаходяться зупинні пункти Нові Дергачі та Моторна. Залізнична станція та зупинні пункти у межах Дергачів використовуються приміськими електропоїздами, що належать Південній залізниці.

### Автотранспорт

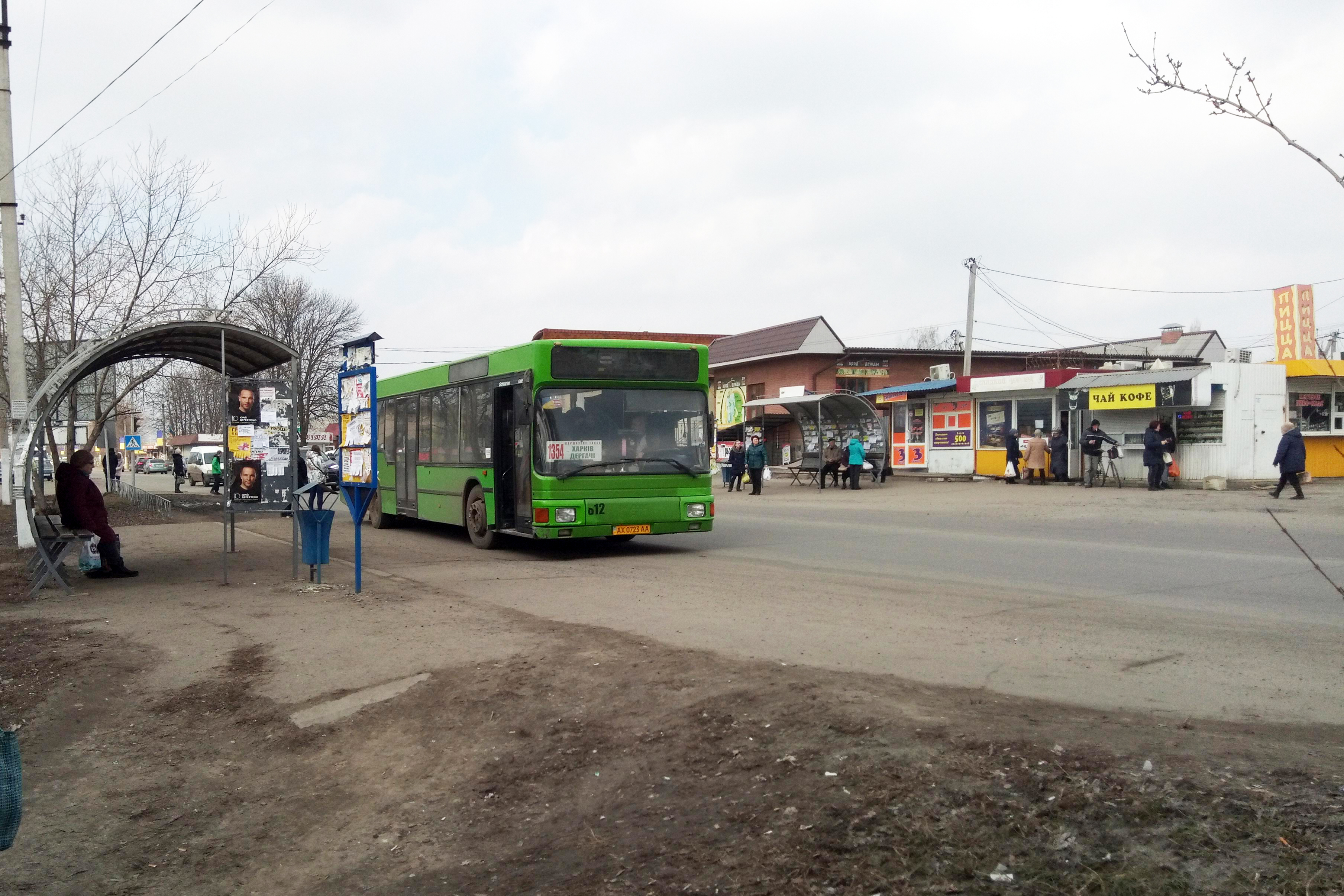
Автобус маршруту №1354 (Дергачі - Харків) на зупинці "Залізничний вокзал"

Відстань від районного центру до кільцевої дороги Харкова — 12 км. Через місто проходять автошляхи обласного значення, що пов'язують Харків із Золочевом та Козачою Лопанню.
Місто має регулярне автобусне сполучення з Харковом (автостанція "Центральний ринок").
У місті також діє внутрішній автобусний маршрут, який проходить центральними вулицями Сумський шлях та Золочівський шлях та сполучає північну та південну частину міста.

### Метро
У 1980-х роках при проектуванні Олексіївської лінії Харківського метрополітену планувалося будівництво станції метро «Дергачі», однак станція поки що не збудована.

## Економіка
Найбільша кількість підприємств зосереджена у промисловій зоні на півдні міста поруч з залізничною зупинкою Моторна.
Серед найбільших підприємств, що мають виробничі потужності у Дергачах:
- UBC Group — виробництво холодильного та пивоварного обладнання[9]
- Amcor — виробництво пакувальних матеріалів для тютюнової промисловості
- ТОВ «АТ Біофарм» — виробництво фармацевтичних препаратів, вакцин та кормових добавок для тварин[10]
- "Пробка" (Red Cat Brewery) — пивоварня з обсягом виробництва до 180 т на місяць[11].

24 квітня 2018 року у Дергачах компанією Автомагістраль-Південь був введений в експлуатацію найпотужніший в Україні асфальтобетонний завод.
У місті розташований завод одного зі світових лідерів, що виробляє надувні моторні човни з жорстким дном - компанії Brig.

## Екологія

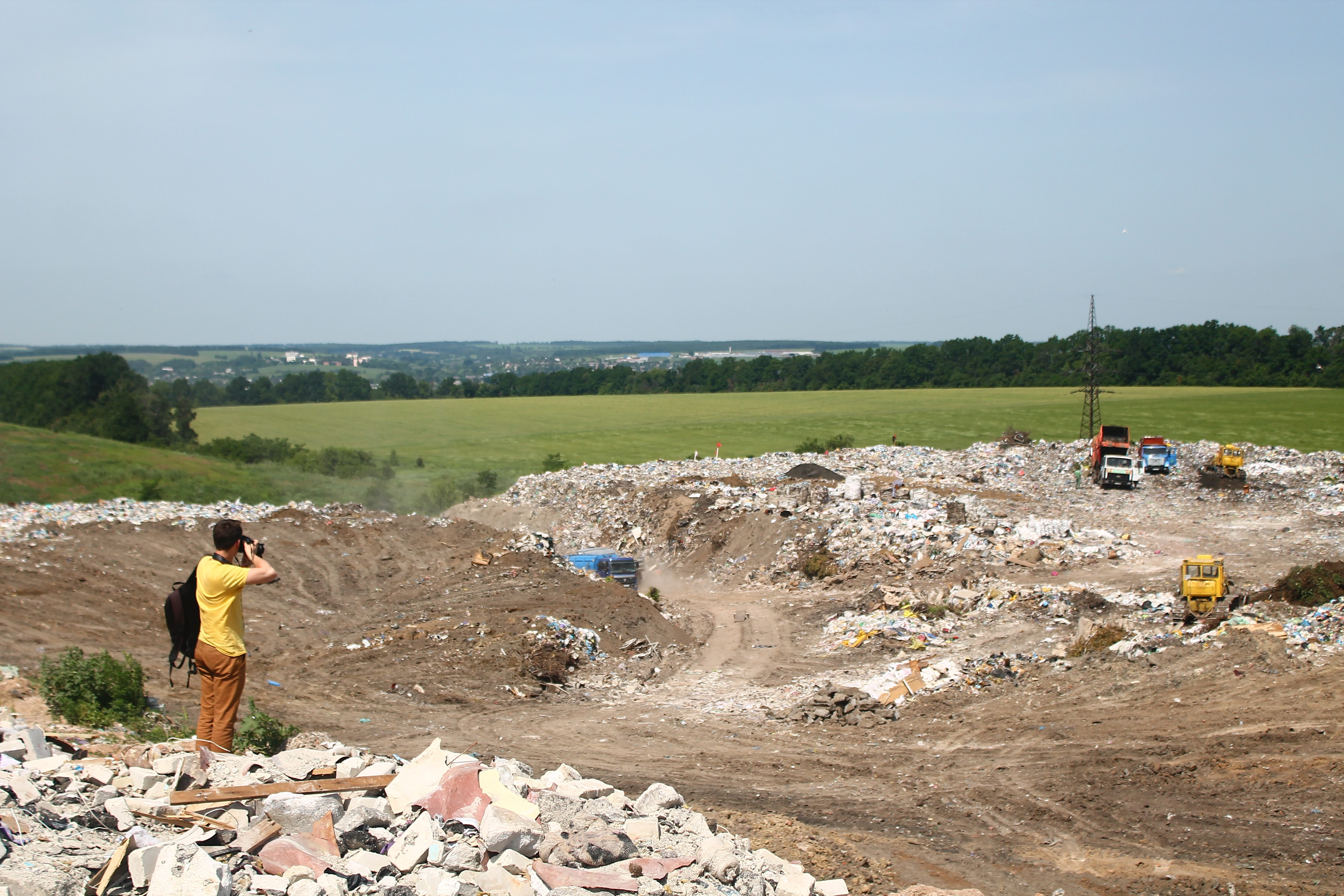
Вид на Дергачівський полігон твердих побутових відходів

На території Дергачівської міської ради знаходиться найбільше сміттєзвалище міста Харкова — Дергачівський полігон твердих побутових відходів площею близько 13 га, який щодоби приймає близько 500 т відходів. У 2017 р. Кабінет Міністрів України затвердив проект будівництва нового сміттєпереробного комплексу у Дергачах з площею ділянки 39,5 гектарів, який передбачає будівництво лінії сортування роздільно-зібраних відходів потужністю 40 тис. тонн на рік та змішаних відходів потужністю 80 тис. тонн на рік.

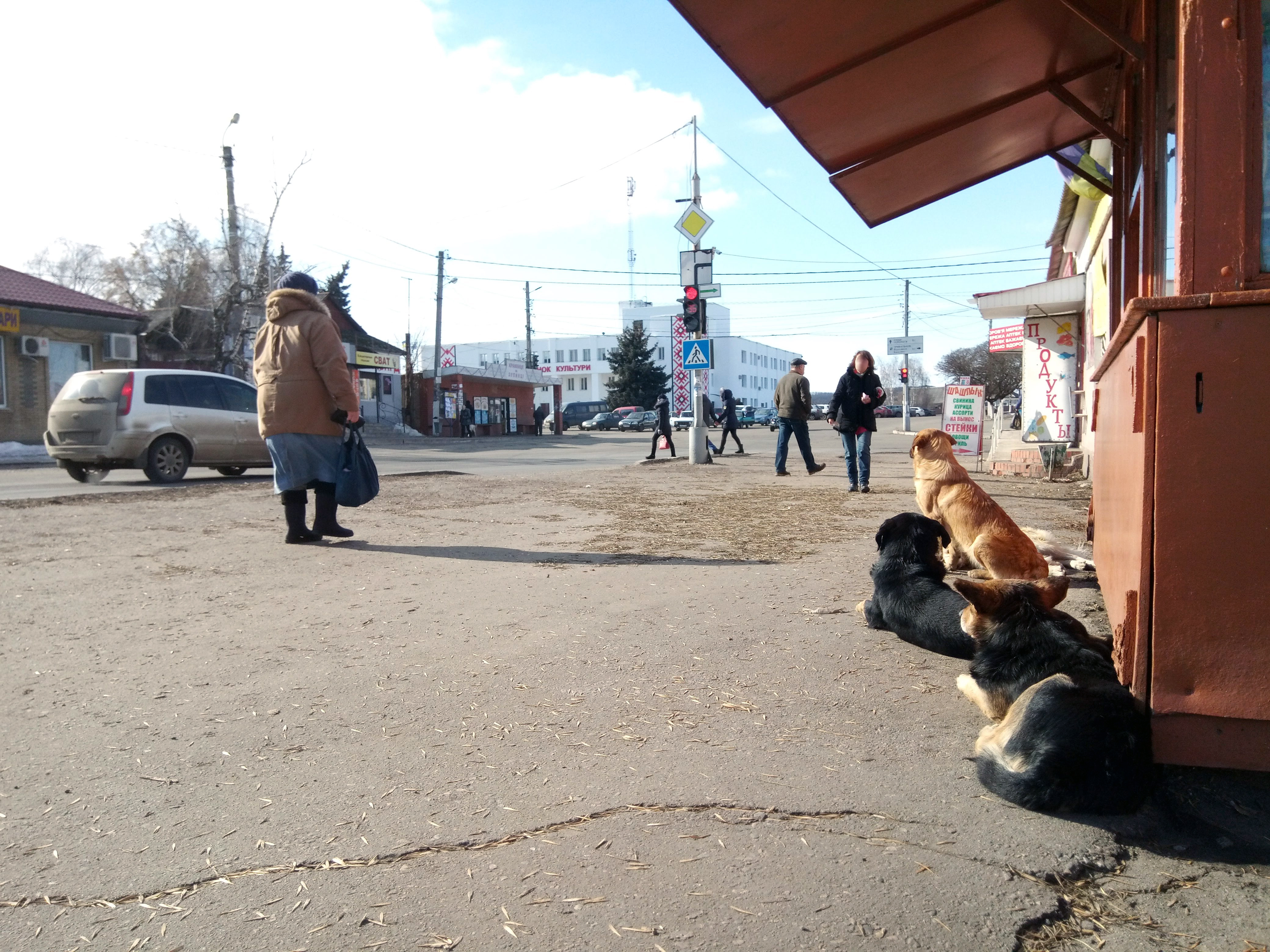
Бродячі собаки у Дергачах

Для Дергачів є надзвичайно актуальною проблема великої кількості бездоглядних та бездомних псів. У місті неодноразово фіксувалися напади собак, що спричиняли шкоду здоров'ю людей.

## Історія

### Давні часи
Достовірно відомо, що поселення на території сучасних Дергачів існували у скіфську добу (VI-III ст. до н.е.), а також у пізніші часи (V-VII ст. н.е.).
Поблизу Дергачів було знайдено унікальне бронзове навершя, яке до цього часу є єдиним відомим скіфським навершям, увінчаним фігурою давньоєгипетського міфічного страховиська — сфінкса. Цей предмет був частиною моделі світового дерева, що відображало скіфський світогляд про горизонтальну та вертикальну структуру Всесвіту. Зараз цей артефакт експонується на археологічній виставці Харківського історичного музею імені М. Ф. Сумцова.
З 2018 р. археологічна експедиція Харківського історичного музею імені М. Ф. Сумцова здійснювала розкопки курганного могильника скіфського часу на заході Дергачів, який задовго до цього, у 1903 р., вивчав харківський археолог Є.П. Трефільєв. У 2018 р. було досліджено 4 кургани, отримано колекцію предметів та інформацію про поховальний обряд. Загалом впродовж польових сезонів 2018 — 2019 років археологічними експедиціями було розкопано 7 курганних насипів, п'ять з яких містили поховальні камери. Лише одне з досліджених поховань не було пограбовано, інші містили грабіжницький лаз. За висновками дослідників ця археологічна пам'ятка найімовірніше є родовим могильником, що використовувався в межах кінця V — IV ст. до н. е.

### Козацька доба
Перша згадка про Деркачі — 1660. Тоді жило 26 родин переселенців із Правобережжя, а пізніше серед мешканців слободи з'являються козаки. Деркачівська козацька слобода стає невід'ємною частиною великої лінії місць-фортець так званої «Бєлгородської лінії», яка захищала від набігів татар південні кордони Російської імперії.
Під час нападу кримських татар 1680 Деркачі зруйновані й лише в 30-х роках XVIII століття спорудили нову фортецю.
У XVIII столітті Дергачі були сотенним містечком Харківського слобідського козацького полку. До 1742 року тут існувало правління однієї, у 1742—1765 рр. — двох козацьких сотень. Посади сотників в обох сотнях традиційно обіймали представники відомого на Слобожанщині козацько-старшинського роду Ковалевських (герба «Доленґа»). Містечко мало власну символіку: сотенний прапор (з зображенням Архангела Михаїла) і ратушну печатку з гербом (зображенням птаха-деркача, над яким восьмикутна зірка).
За даними на 1779 р. Дергачі — військова слобода Харківського повіту Харківського намісництва, що налічувала на той час 2287 мешканців (2316 «військових обивателів» і 71 «власницького підданого»).

### XIX - початок XX ст.
За даними на 1864 рік у казенній слободі, центрі Дергачівської волості Харківського повіту мешкало 5874 особи (2855 чоловічої статі та 2919 — жіночої), налічувалось 909 дворових господарств, існували 2 православні церкви, училище, відбувалось 2 щорічних ярмарки та базари.
Станом на 1914 рік кількість мешканців зросла до 14600 осіб.

### Радянський період

#### Голодомор
Деркачі постраждали внаслідок геноциду українського народу, проведеного урядом СССР в 1932—1933 роках, кількість встановлених жертв у місті та Болибоках — 274 людини. Документально підтверджено участь посадових осіб Деркачівської селищної ради та Харківської міської ради у експропріації майна деркачівських селян у 1932 році.
1938 року Деркачі стали селищем міського типу з населенням у 17 тисяч осіб.

#### Друга світова війна

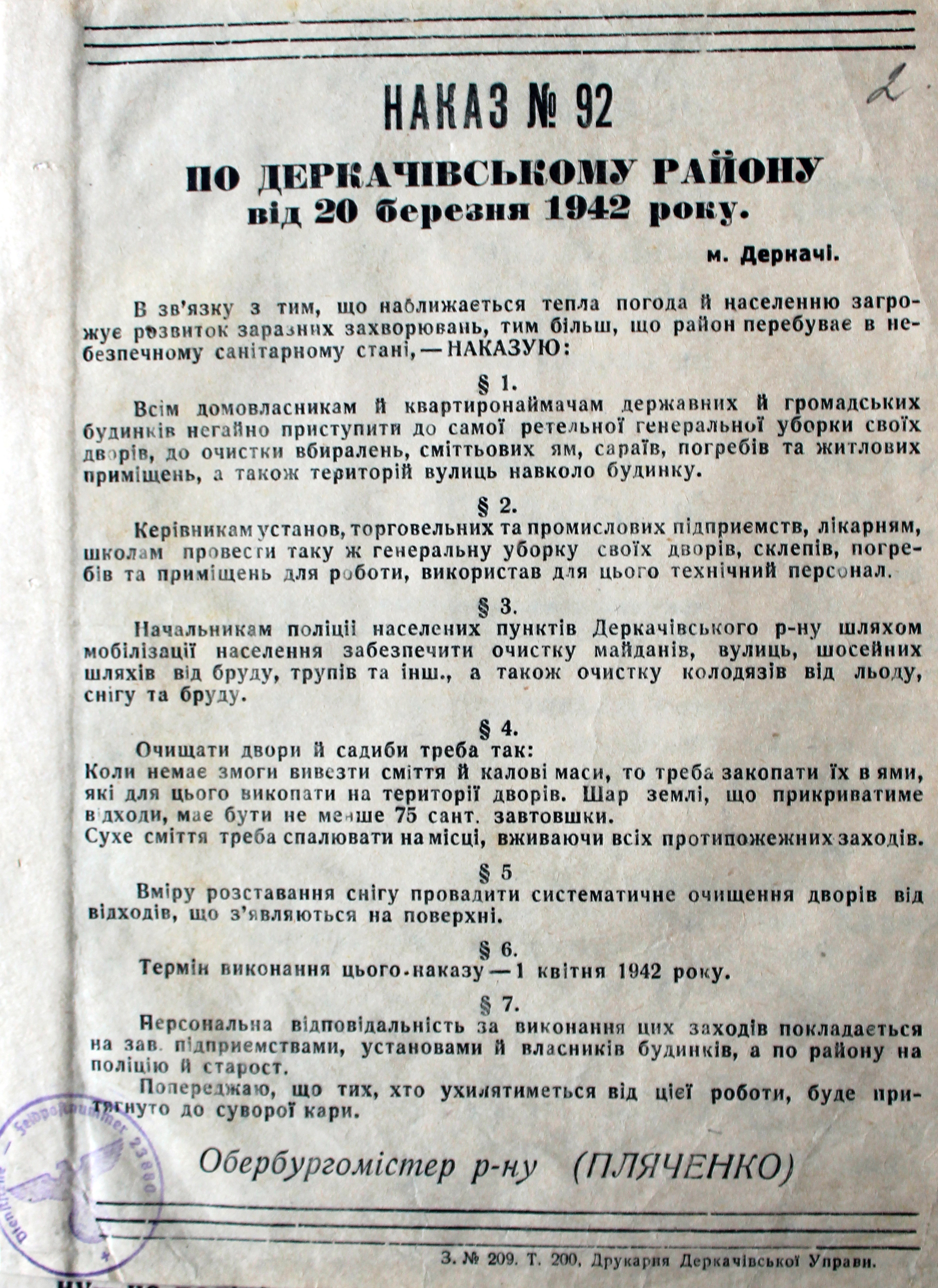
Наказ №92 по Деркачівському району обербургомістра Пляченка щодо санітарних заходів (м. Деркачі). 20 березня 1942 року

Німецька окупація Деркачів тривала 630 днів: з 21 жовтня 1941 р. по 13 серпня 1943 р. із перервою 13 лютого — 10 березня (під час подій Третьої битви за Харків).
Під час окупації Деркачі вперше стало називатися містом. Деркачівська міська управа була єдиною міською управою (нім. Dergatschi Gemeindeverwaltung), утвореною у Деркачівському районі. Староста (нім. burgermeister) почав працювати з 16 березня 1943, а секретар — з 20 березня 1943, тобто після другої окупації Деркачів. Відповідно до переліку станом на 3 липня 1943 року до штату управи входила 21 особа: бургомістр (староста), реєстратор, діловод, 2 фінансові агенти, 11 уповноважених (нім. Hausverwalter), технічний персонал. Одним з основних напрямів діяльності ДМУ було забезпечення робочою силою за вимогою районової управи та інших районних установ.
З 1943 року радянська влада без офіційного перейменування почала використовувати російську назву Дергачі.

#### Повоєнна доба
25 липня 1977 року указом Президії Верховної Ради УРСР Дергачам був наданий статус міста.

### Незалежність
28 вересня 2014 року у місті, паралельно з обласним центром, невідомими молодиками в масках було повалено пам'ятник Леніну.

#### Російське вторгнення в Україну
Упродовж російського вторгнення в Україну 2022 року місто зазнало обстрілів та руйнувань під час боїв за Харків. Місто не було окуповане, хоча його намагалися оточити, 9 березня російські війська було вибито з району навколо Дергачів. Постійні обстріли міста призвели до жертв серед його жителів. Зокрема, 12 травня будинок культури у Дергачах був обстріляний з РСЗО "Ураган", при цьому загинули дві особи, а четверо було поранено. У наступну ж ніч з 12 на 13 травня цю будівлю було вже повністю зруйновано ракетним ударом.

## Видатні люди

### Уродженці міста
- Алешко Марія Іванівна — оперна співачка.
- Бакуменко Валерій Данилович — український вчений у галузі державного управління, син поета Бакуменка Данила Олександровича.
- Бакуменко Данило Олександрович — український поет, прозаїк, перекладач. Член Спілки письменників України (з квітня 1955), лауреат премії імені Павла Тичини.
- Верещак Олександр Петрович — український науковець, фахівець у галузі радіотехніки.
- Гноєвий Віктор Іванович (1936—2021) — доктор сільськогосподарських наук, професор.
- Грушка Павло — сліпий кобзар.
- Доброскок Гаврило Васильович — прозаїк, драматург, громадський діяч. Заарештований за звинуваченням в організації і керівництві українською націоналістичною групою. 14 лютого 1938 засуджений до розстрілу.
- Жилін Олег Миколайович — радянський та український футболіст та тренер.
- Зіньковський Анатолій Павлович — український науковець в галузі механіки, педагог, доктор технічних наук.
- Ісаєв Леонід Олексійович — український політик, кандидат технічних наук, народний депутат України IV—VI скликань.
- Ковальова Юлія Вікторівна — народний депутат України 5-го та 6-го скликань.
- Кудрич Людмила Володимирівна — співачка (мецо-сопрано), педагог. Заслужена артистка України (1997).
- Кур'янов Сергій Миколайович (1992—2024) — матрос Збройних сил України, учасник російсько-української війни.
- Матюшенко Панас Миколайович — керівник повстання на панцернику «Потьомкін».
- Нагорний Іван Григорович — керівник внутрішньої в'язниці Управління Державної Безпеки НКВС УРСР у 1937—1941 роках, організатор та безпосередній виконавець розстрілів декількох тисяч жертв Великого терору[35]
- Петро Лісовий — український радянський письменник, старший брат Свашенка Семена Андрійовича.
- Підопригора Зінаїда Андріївна — українська радянська вчена-правознавець, спеціалістка в області цивільного права.
- Свашенко Семен Андрійович — радянський кіноактор, молодший брат Петра Лісового.
- Степаненко Олександр Леонідович (1984—2004) — український поет
- Тараненко-Тереля Ірина — українська лижниця, заслужений майстер спорту. Учасниця трьох Олімпіад, учасниця п'яти чемпіонатів світу.
- Усатий Юрій Борисович — український державний діяч, дипломат, постійний повноважний представник України при координаційних інститутах Співдружності Незалежних Держав у Мінську (1992—2000).
- Устименко Денис Олегович — український футболіст, чемпіон світу у складі молодіжної збірної України на турнірі у Польщі (2019).
- Чаговець Денис Андрійович[ru] — син архієпископа Російської православної церкви закордоном Арсенія (Чагівця)[ru], жертва Великого терору.
- Шатун Петро Іванович (Голубенко Петро) — український поет, письменник, науковець, літературознавець, літературний критик, редактор, педагог, журналіст, публіцист, громадський та політичний діяч. Професор.

### Пов'язані особи
- Гамбаров Леонід Арамович (1940—2022) — український науковець та альпініст, доктор технічних наук, майстер спорту з альпінізму.
- Олександр Олесь — український письменник, поет, драматург. У віці 15 років (1893) вступив до хліборобської школи у Деркачах, де брав участь у випуску рукописних журналів «Комета» та «Первоцвіт», у яких з'являються його перші вірші.
- Гнат Хоткевич — український письменник, етнограф і громадсько-політичний діяч. Ще у часи свого студентства у 1895 році організував у Деркачах сільський театр. У 1920—1928 роках викладав українську мову й літературу в Деркачівському зоотехнікумі.
- Арсеній (Чаговець)[ru] — єпископ Вінніпегський та архієпіскоп Російської православної церкви закордоном. З 29 березня 1887 р. був дияконом Свято-Миколаївської, а з 7 травня 1890 р. — священником Різдвяно-Богородицької церкви у Деркачах. У 1890-х роках жив у Деркачах та викладав у місцевій церковно-парафіяльній школі.
- Юрій Шовкопляс — український письменник, засновник жанру класичного детективу в українській літературі. Закінчив церковно-парафіяльну школу у Деркачах, з 1920 працював у Деркачівському робітничому клубі.

## Архітектура
У місті збереглася будівля лікарні у стилі українського архітектурного модерну, побудована за проектом Євгена Сердюка (1914—1915 рр.).
Також варто відзначити храм Різдва Пресвятої Богородиці (1838 р.), побудований у стилі пізнього класицизму.

## Медіа
У час існування СРСР основним місцевим друкованим ЗМІ у Дергачах була газета, що видавалася місцевим районним комітетом комуністичної партії. Під назвою "Сталінським шляхом" ця газета видавалася з 28.07.1939 (№1) до 04.11.1956 (№90). З 1957 декілька років газета називалася "Ленінською правдою", а під час укрупнення Дергачівського району основна місцева газета мала назву "Трибуна трудящих". З 1967 по 1991 р. газета мала назву "Ленінський шлях", а з 10 жовтня 1991 р. стала називатися "Вісті Дергачівщини".
Відповідно до державного реєстру Національної ради України з питань телебачення і радіомовлення у Дергачах діяв місцевий проводовий радіомовник з позивними "Доброго дня, шановні радіослухачі, з вами Дергачівське районне державне радіомовлення".

## Спорт
Впродовж 20 століття футбол був найпопулярнішим видом спорту у Дергачах.  Зокрема, за повідомленням газети Соціалістична Харківщина на окремі матчі місцевої команди збиралося більше 3 тисяч вболівальників, тобто приблизно кожен п'ятий житель селища.
Відомо, що вже у 1920-х роках деркачівці долучалися до футбольних змагань. Зокрема, у вересні 1926 року відбувся футбольний турнір, присвячений відкриттю стадіону Металіст. Це було перше в історії футбольне змагання, що охоплювало всю Харківську область (20 команд), передвісник майбутніх чемпіонатів області. На цьому турнірі команда із Деркачів була значно сильніша за своїх опонентів із інших районів, здолавши команди із Нової Водолаги (9:0), Волчанська (2:1) та Краснокутська (11:0).  У півфіналі дергачівці мали зустрітися з командою із Коломаку, однак ті не приїхали. 3 жовтня 1926 р. на стадіоні "Червоний залізничник" у Харкові  відбувся перший в історії фінал загальнообласної футбольної першості, у якому дергачівці грали проти команди із Лозової. Цікаво, що за обидва тайми команди так і не змогли відзначитися, тому було призначено додатковий час до настання темряви. Але голи так і не були забиті, тому суддівська колегія розділила перше місце між обома командами.
У наступні роки (1927 та 1928) команда з Деркачів була найсильнішою у Харківській області.
У 1947 році була створена команда із місцевих гравців-аматорів, частина яких була працівниками Дергачівського механічного заводу. Ця команда отримала назву "Урожай" і регулярно грала проти суперників з різних міст України, а починаючи з 1951 року, брала участь у регулярній першості України.
У 1952 році дергачівська команда перемогла у першості СРСР серед сільських команд на кубок Центральної Ради державного сільського спортивного товариства "Урожай", що стало найвищим досягненням дергачівського футболу.
У 1964 році Дергачі знову перемогли у футбольній першості Харківської області, тріумфатором стала команда "Колгоспник".

## Пам'ятники
У південній частині міста біля залізничного переїзду знаходиться пам'ятник козаку Деркач́у, який за місцевою легендою заснував місто. Пам'ятник, виконаний із бронзи, було відкрито 14 жовтня 2015 року на День Українського козацтва.
Значна частина міських пам'ятників та пам'ятних знаків зосереджена на місцевому майдані Перемоги, серед них: пам'ятники Тарасу Шевченку, Данилу Бакуменку, пам'ятний знак на честь 10-ї річниці проголошення незалежності України, скульптурна композиція "Моя перша вчителька".
Пам'ятник Леніну у Дергачах був зруйнований 28 вересня 2014 року .

## Міжнародна співпрація
Дергачі мають партнерські відносини з містом Сосновець (Польща).

## Галерея

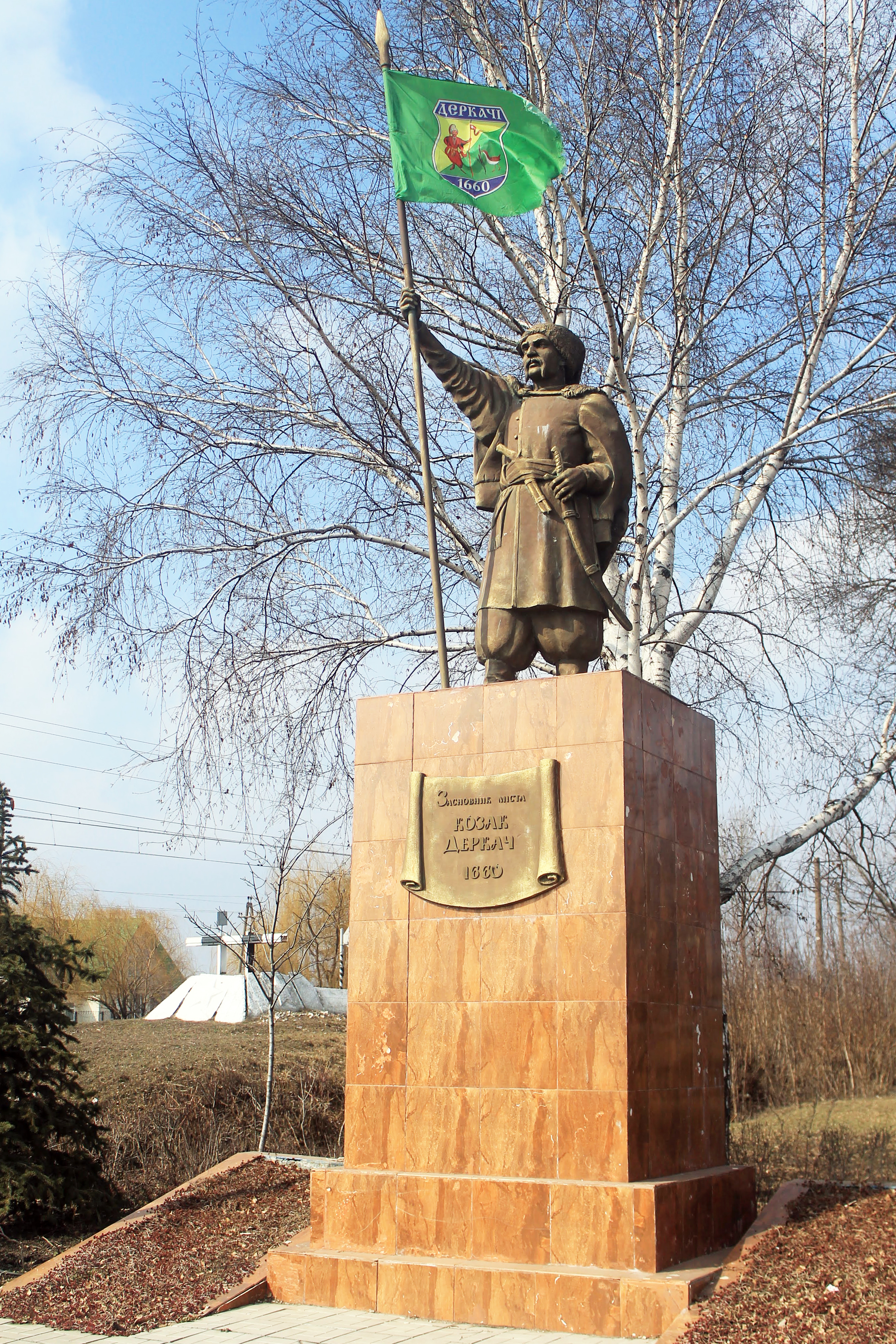
Пам'ятник легендарному козаку Деркачу
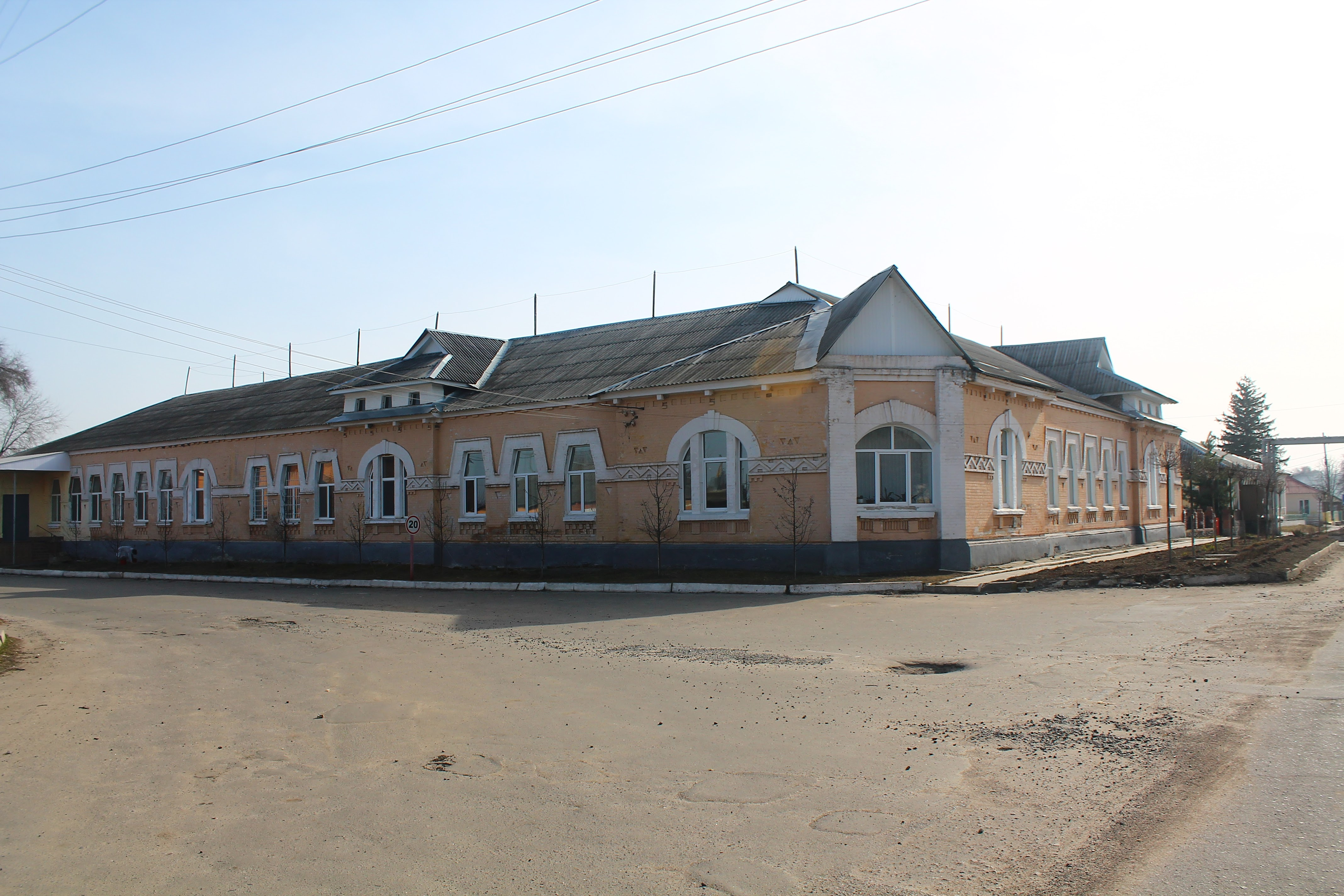
Районна лікарня, побудована за проектом Євгена Сердюка у 1914-1915 рр.
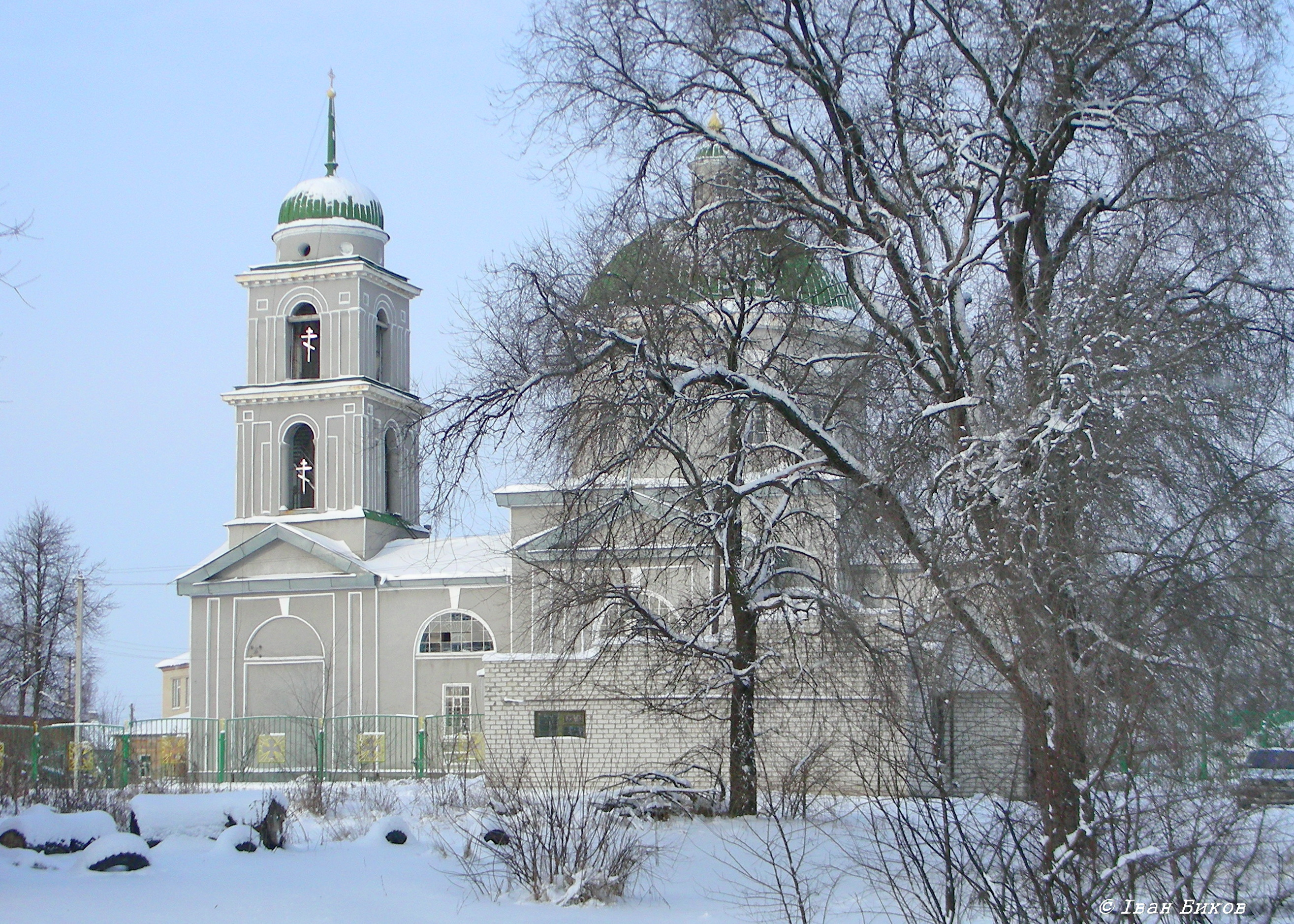
Храм Різдва Пресвятої Богородиці